# Zīārat (ort i Iran, Hormozgan, lat 27,67, long 57,01)
Zīārat (persiska: زيارَتِ پيرچوگان, زيارت, زِيارَت, زيّارَت, Zīārat-e Pīrchūgān) är en ort i Iran.   Den ligger i provinsen Hormozgan, i den sydöstra delen av landet, 1 000 km sydost om huvudstaden Teheran. Zīārat ligger 635 meter över havet och antalet invånare är 767.
Terrängen runt Zīārat är platt åt nordost, men åt sydväst är den kuperad. Terrängen runt Zīārat sluttar österut. Runt Zīārat är det ganska glesbefolkat, med 40 invånare per kvadratkilometer. Närmaste större samhälle är Sarzeh Posht Band, 18,1 km sydväst om Zīārat. Trakten runt Zīārat är ofruktbar med lite eller ingen växtlighet.